# Postupice
Postupice è un comune della Repubblica Ceca facente parte del distretto di Benešov, in Boemia Centrale.

## Monumenti e luoghi d'interesse

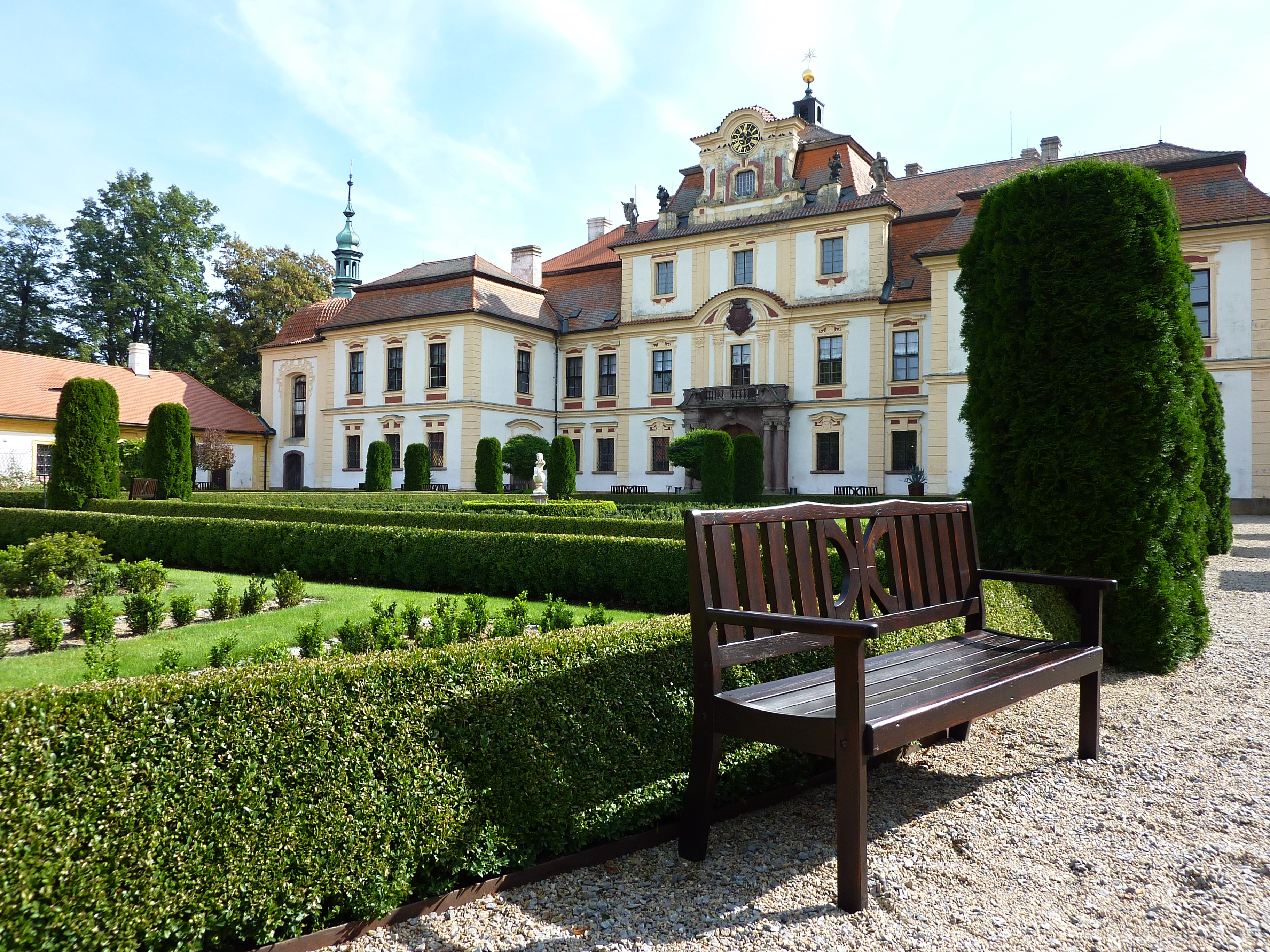
Facciata principale del castello

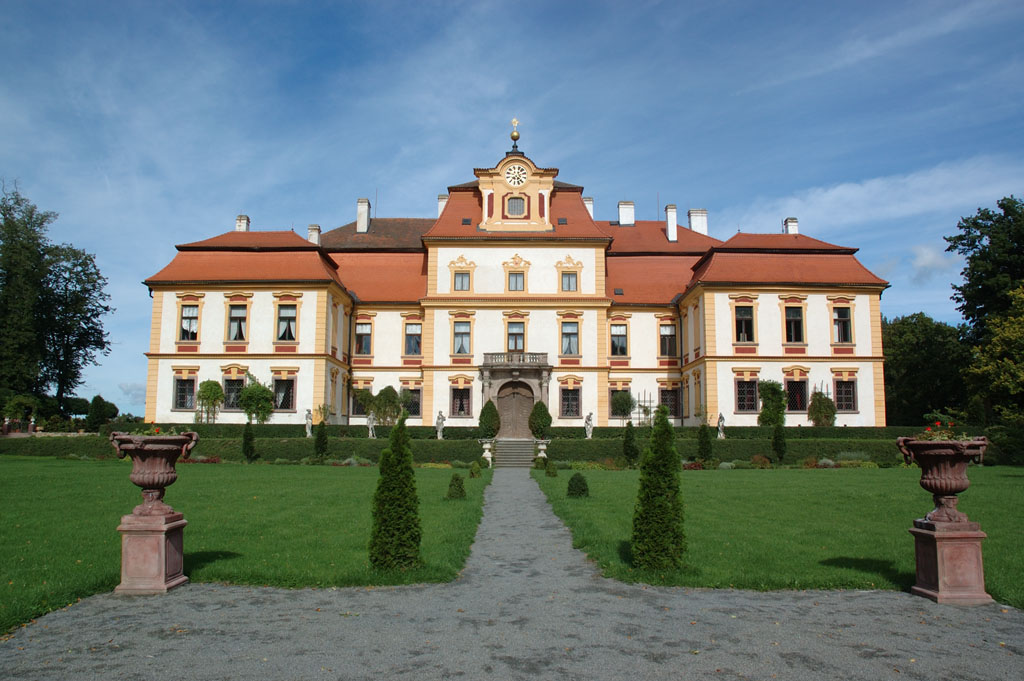
La facciata posteriore, verso i giardini e il parco

- Castello di Jemniště. Posto nella frazione domonima si tratta di un castello barocco della prima metà del XVIII secolo, edificato su progetto dell'architetto František Kaňka.[3] Al primo piano, gli interni storici sono arredato con mobilia originale dell'epoca di costruzione del castello.  È presente una cappella e anche una pregevole collezione di arte moderna. Il castello è proprietà degli Sternberg (Šternberkové), una delle più antiche famiglie della nobiltà boema.